# Імперіал (Техас)
Імперіал (англ. Imperial) — переписна місцевість (CDP) в США, в окрузі Пекос штату Техас. Населення — 294 особи (2020).

## Географія
Імперіал розташований за координатами 31°16′1″ пн. ш. 102°41′41″ зх. д. / 31.26694° пн. ш. 102.69472° зх. д. (31.266844, -102.694651).  За даними Бюро перепису населення США в 2010 році переписна місцевість мала площу 10,93 км², уся площа — суходіл.

## Демографія
Згідно з переписом 2010 року, у переписній місцевості мешкало 278 осіб у 109 домогосподарствах у складі 75 родин. Густота населення становила 25 осіб/км².  Було 135 помешкань (12/км²).
Расовий склад населення:
| - 91,4 % — білих - 6,1 % — осіб інших рас |

До двох чи більше рас належало 2,5 %. Частка іспаномовних становила 49,3 % від усіх жителів.
За віковим діапазоном населення розподілялося таким чином: 25,9 % — особи молодші 18 років, 59,4 % — особи у віці 18—64 років, 14,7 % — особи у віці 65 років та старші. Медіана віку мешканця становила 41,3 року. На 100 осіб жіночої статі у переписній місцевості припадало 107,5 чоловіків;  на 100 жінок у віці від 18 років та старших — 106,0 чоловіків також старших 18 років.
Середній дохід на одне домашнє господарство  становив 78 394 долари США (медіана — 76 875), а середній дохід на одну сім'ю — 87 303 долари (медіана — 86 250). За межею бідності перебувало 18,8 % осіб, у тому числі 39,5 % дітей у віці до 18 років та 10,6 % осіб у віці 65 років та старших.
Цивільне працевлаштоване населення становило 185 осіб. Основні галузі зайнятості: сільське господарство, лісництво, риболовля — 38,4 %, освіта, охорона здоров'я та соціальна допомога — 21,1 %, роздрібна торгівля — 9,7 %, мистецтво, розваги та відпочинок — 9,7 %.